# Globoko ob Dravinji
Globoko ob Dravinji – wieś w Słowenii, w gminie Poljčane. W 2018 roku liczyła 87 mieszkańców.